# Hadeel Ibrahim
Hadeel Ibrahim née en septembre 1983 est une philanthrope soudano-britannique. Fille du milliardaire Mo Ibrahim, Hadeel est à la tête de la fondation Mo Ibrahim créée par son père qui promeut la bonne gouvernance dans les États africains et qui décerne chaque année depuis 2007 le Prix Ibrahim,,.   

## Vie et éducation
Hadeel Ibrahim a vu le jour en septembre 1983. Elle est la fille du milliardaire Mo Ibrahim et de la  radiologue britanno-soudanaise Hania Morsi Fadl, fondatrice de la Khartoum Breast Cancer Clinic. Elle a étudié à l'Université de Bristol où elle obtient une licence en politique et philosophie,,,,,.

## Philanthropie
Depuis 2006 alors âgée de 22 ans, elle est engagée auprès de son père dans la fondation comme directrice exécutive. Hormis cela, Hadeel est coprésidente du conseil d'administration de The Africa Center à New York qui promeut le partenariat, la collaboration, le dialogue et la compréhension entre les artistes africains, les chefs d'entreprise et la société civile et leurs homologues aux États-Unis et ailleurs. Mis a à part cela, est aussi membre des conseils d'administration  de la Fondation Mary Robinson qui fait la promotion de la justice climatique, de la Fondation Clinton, de la BMCE Bank of Africa, de la foire1:54 qui met en avance l'art africain contemporain,  d'ORB media, du conseil d'administration de l'Institut africain pour la gouvernance et du conseil de l'Institut des arts  contemporains.

En plus de cela, Hadeel Ibrahim est également membre du conseil consultatif de l'école d'architecture et d'urbanisme du Massachusetts Institute of Technology, membre du conseil mondial du secrétariat général d'Amnesty International, membre du comité consultatif international et du jury de la biennale de design de Londres et mécène de Restless Development qui est une agence de développement qui a à sa tête des jeunes.  Avant cela, elle a été membre du haut groupe secrétariat général des Nations unies sur le financement humanitaire, des conseils d'administration de l'Institut Synergos,  de Femmes Africa Solidarité, de Refugees International, du Carter Center et du jury des FT/IFC Transformational Business Awards,,,.